# 1954 Kukarkin
1954 Kukarkin este un asteroid din centura principală, descoperit pe 15 august 1952 de Pelagheia Șain.